# Дальнее (Херсонская область)
Дальнее (укр. Дальнє) — посёлок в Нижнесерогозской поселковой общине Генического района Херсонской области Украины.
Население по переписи 2001 года составляло 244 человека. Почтовый индекс — 74742. Телефонный код — 5540.

## Местный совет
74742, Херсонская обл., Нижнесерогозский р-н, с. Степное, ул. 60-летия Октября